# Europastraße 3
Die Europastraße 3 (E 3) oder Europastraße 03 (E 03) ist eine Europastraße, die sich in Nord-Süd-Richtung durch Frankreich erstreckt. Sie beginnt in Cherbourg und endet in La Crèche bei La Rochelle, wo sie in die E 5 mündet.

## Verlauf

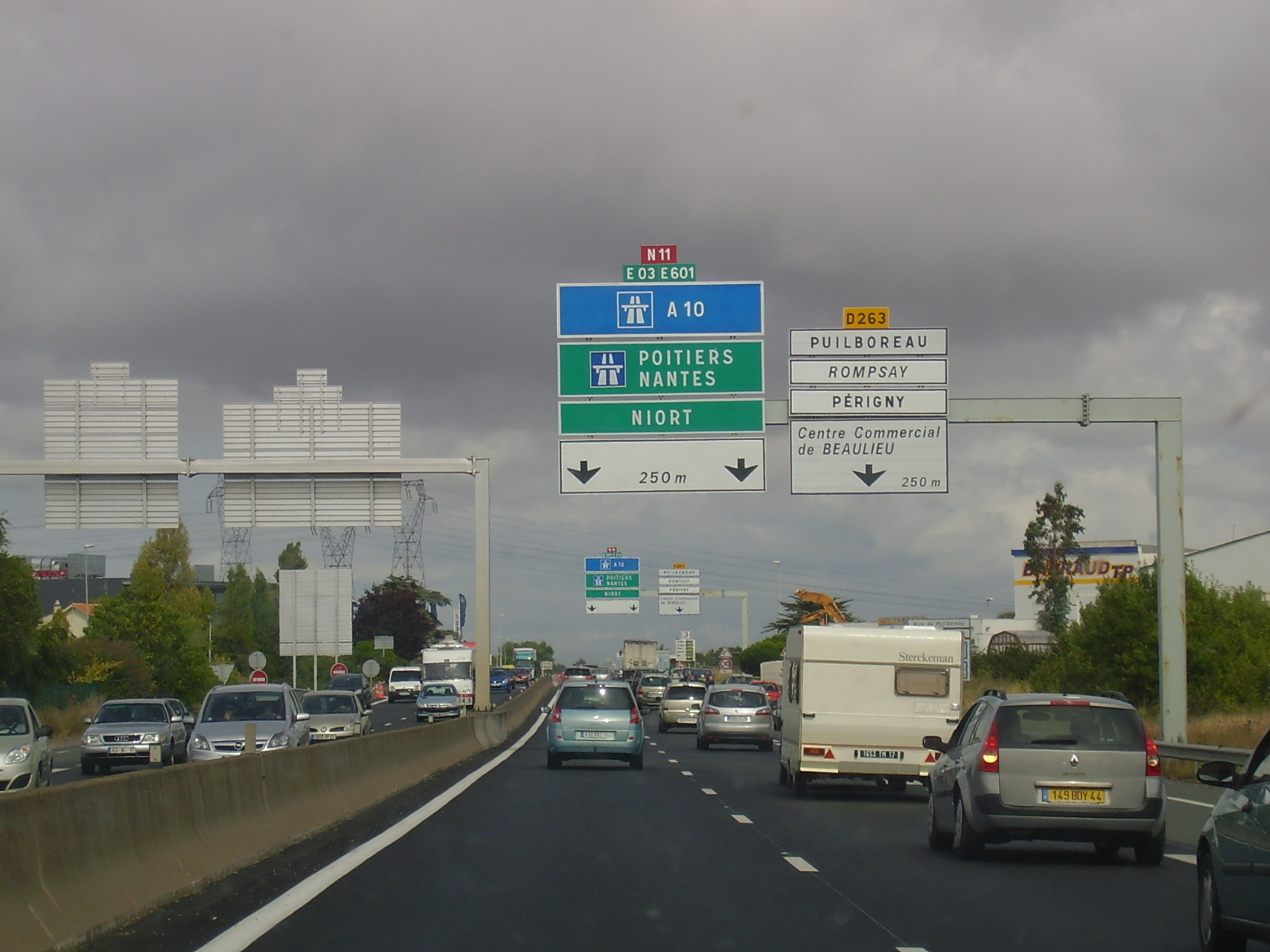
Die E3 bei La Rochelle (Aufnahme 2009)

Die vorangestellten Straßenbezeichnungen geben an, mit welchen nationalen oder Europastraßen die jeweiligen Streckenabschnitte identisch sind. Hinter den Ortsnamen angegebene Bezeichnungen geben Knotenpunkte mit anderen Europastraßen an.
- N13/E 46: Cherbourg – Valognes – Carentan
- N174/D974: Carentan – Saint-Lô – A84 Torigni-sur-Vire
- A84/E 401: Torigni-sur-Vire – Avranches
- N175/E 401: Avranches – Pontaubault
- A84: Pontaubault – Saint-James – Saint-Aubin-du-Cormier – Rennes
- N12: Rennes
- N137: Rennes – Nantes
- A83: Nantes – Niort – La Crèche – A10/E 5